# Disco Polo Music
Disco Polo Music – kanał Telewizji Polsat o tematyce rozrywkowej, poświęcony muzyce disco polo oraz polskiej muzyce dance i muzyce biesiadnej, którego emisja ruszyła 1 maja 2014. Dostępny jest na platformach Polsat Box i Platforma Canal+ oraz sieciach kablowych UPC

## Pasma Disco Polo Music

### Seriale
- Miłość w rytmie disco
- Wesela z piekła rodem
- Historia Jednej Piosenki
- Zawód: Gwiazda
- Zdrady
- Chłopaki do Wzięcia

### Muzyczne
- Disco Polo – 30 lat później
- Muzyczna przeglądarka
- Muzyczna zapowiedź
- Muzyczna podróż z Teresą Werner
- Disco Weekend z Blondi
- Dyskoteka Gra!
- Łączy nas muzyka
- Czym chata bogata - Tak mieszkają gwiazdy disco polo
- Disco Gramy
- Ranking - sukcesy i porażki
- Disco Polo Life
- Top 10 - lista przebojów
- Imperium Disco Polo
- Disco Jazda
- Granie Na Śniadanie
- W Rytmie Disco Polo
- Moje disco, moje wszystko
- Gwiazda vs Gwiazda
- Tylko Hity
- Hej Wesele!
- Strefa Nowości,
- Lista Przebojów Lata 90.
- Disco Nie Śpi!
- Disco Pląsy
- W Rytmie Folk
- Imprezowa Składanka
- Gramy Dance

### Dawne
- Piosenka Na Życzenie
- Disco Polo Music By Night
- Disco Attack
- Druga Strona Gwiazdy
- Gwiazdy dla Ciebie
- Disco Party
- Disco Polo Music - Gorące hity
- The best of Disco Polo Music
- Disco Dance
- Music By Night
- Biesiada

### Cyklicznie
- Disco Polo Life Sylwester
- Disco Polo Life Święta
- Święta z Disco Polo Music
- Boys - Królowie Disco Polo (Film Dokumentalny)

## Dostępność
- Polsat Box - pozycja 23, 180, 251, 753
- Canal+ - pozycja 250
- UPC - pozycja 787 (Mediabox), 712 (Kaon/Horizon)
- Netia - pozycja 229
- Multimedia Polska - pozycja 623
- JamBox - pozycja 315

## Logo
| Lata           | Opis | Logo |
| -------------- | --- | ---- |
| od 1 maja 2014 | Logo Disco Polo Music ma na lewym górnym rogu jest gwiazdka, górny prostokąt jest niebieski, i na nim napis DISCO, środkowy prostokąt jest różowy, i na nim napis POLO, dolny prostokąt jest niebiesko-zielony, i na nim napis MUSIC z literą M wyglądającą jak W do góry nogami. Na ekranie logo półprzeźroczyste. |      |